# Jules Payot
Jules Payot (Chamonix, 10 de abril de 1859 - Chamonix — Aix-en-Provence, 30 de Janeiro de 1940) foi um educador e pedagogo francês, tido como um grande expoente da educação laica.

## Biografia
Payot nasceu em 1859, na comuna francesa de Chamonix. Em 1907 foi nomeado reitor das universidades de Chambéry e de Aix-en-Provence. Payot candidatou-se à cadeira de pedagogia da Escola Normal Superior de Paris como sucessor de Ferdinand Buisson, mas foi derrotado pelo sociólogo Émile Durkheim, que assumiu o posto.
Seu livro mais famoso, A Educação da Vontade foi traduzido em 32 línguas, que também possui uma continuação em sua obra O Trabalho Intelectual e a Vontade.

## Pedagogia
De acordo com as ideias educacionais de Payot, todo ser humano deve adquirir uma clara consciência de si mesmo, a fim de desenvolver sua potência individual. Caso contrário, os homens tornar-se-iam meros joguetes das circunstâncias e das sugestões que perverteriam o desenvolvimento de suas tendências naturais.
Por trabalho intelectual, deve-se entender o estudo da natureza e das obras de outrem, ou então a produção individual. O trabalho de produção exige primeiramente o estudo, e contém todos os gêneros de esforços intelectuais. O instrumento de trabalho é, em primeiro lugar, a atenção propriamente dita, e em segundo, a concentração em si mesmo. Para o autor, trabalhar é estar atento e consiste num repetido número de esforços, de tensões numa atividade enérgica e persistente.
Segundo Payot, Goethe trabalhou em sua obra-prima Fausto durante 30 anos. Fundamentando-se no desenvolvimento do romancista alemão, Payot indica uma lenta e constante progressão de uma ideia ou sentimento que se imponham pouco a pouco por seu valor pessoal, descartando assim qualquer esforço anárquico e disperso.

## Obra
- Educação da Vontade (1895)
- Moral na Escola (1908)
- A arte de aprender a escrever (1914)
- Trabalho intelectual; "Depois da Educação da Vontade" (1921)
- A conquista da felicidade (1921)
- A falência da Educação (1937)